# BM Scorpii
Désignations
BM Scorpii (en abrégé BM Sco) est une étoile variable semi-régulière située dans l’amas du Papillon (M6). Sa magnitude apparente varie entre 5,25 et 6,46. D'après la mesure de sa parallaxe par le satellite Gaia, l'étoile est distante d'environ 424 pc (∼1 380 al) de la Terre.